# Caomiao (köpinghuvudort i Kina, Jiangsu Sheng, lat 33,05, long 120,67)
Caomiao är en köpinghuvudort i Kina. Den ligger i provinsen Jiangsu, i den östra delen av landet, omkring 210 kilometer nordost om provinshuvudstaden Nanjing. Antalet invånare är 24 997. Befolkningen består av 12 633 kvinnor och 12 364 män. Barn under 15 år utgör 9,0 %, vuxna 15-64 år 75 %, och äldre över 65 år 15,0 %.
Runt Caomiao är det tätbefolkat, med 550 invånare per kvadratkilometer. Närmaste större samhälle är Wanying, 9,1 km väster om Caomiao. Trakten runt Caomiao består till största delen av jordbruksmark.
Genomsnittlig årsnederbörd är 1 189 millimeter. Den regnigaste månaden är juli, med i genomsnitt 248 mm nederbörd, och den torraste är januari, med 30 mm nederbörd.